# ووگانتسه
ووگانتسه (به صربی: Vogance) یک منطقهٔ مسکونی در صربستان است که در بوجانوواچ واقع شده‌است. ووگانتسه ۵۱ نفر جمعیت دارد.